# キング・エドワード7世 (戦艦)
|          | |
| 艦歴     | |
| 発注     | |
| 起工     | 1902年3月8日                                                                                                  |
| 進水     | 1903年7月23日                                                                                                 |
| 就役     | 1905年2月7日                                                                                                  |
| 退役     | |
| その後   | 1916年1月6日に触雷                                                                                            |
| 除籍     | |
| 性能諸元 | |
| 排水量   | 基準 16,350トン、満載 17,500トン                                                                              |
| 全長     | 453 ft 6 in (138.2 m)                                                                                         |
| 全幅     | 78 ft (24 m)                                                                                                  |
| 吃水     | 26 ft 9 in (8.2 m)                                                                                            |
| 機関     | 2軸推進、18,000 hp (13 MW)                                                                                    |
| 最大速   | 18ノット (33 km/h)                                                                                            |
| 乗員     | 777名 |
| 兵装     | 12インチ砲4門 9.2インチ砲4門 6インチ砲10門 18インチ魚雷発射管5門 12ポンド砲14門 3ポンド砲14門 マキシム機銃2基 |

キング・エドワード7世 (HMS King Edward VII、～ザ・セブンス) はイギリス海軍の戦艦。キング・エドワード7世級。艦名はエドワード7世に由来。

## 艦歴
デヴォンポート工廠で建造された。1902年3月8日起工、1903年7月23日進水、1905年2月7日竣工。
1916年1月6日10時47分、修理のためスカパ・フローからスコットランドの北を回ってベルファストへ向かっている途中にラス岬沖で「キング・エドワード7世」は触雷した。その機雷は、数日前にドイツの仮装巡洋艦「メーヴェ」によって敷設されたものであった。爆発は右舷機関室直下でおきた。曳航は波が高く風も強かったため断念された。およそ5時間後に傾斜が非常に大きくなり、乗員は駆逐艦に救助された。同日20時に「キング・エドワード7世」は転覆し沈没した。死者はなく、3人が負傷したのみであった。当時は機雷に触れたのかまたは魚雷が命中したのかはわからなかった。
機雷原の存在は戦後になってドイツ側の記録により明らかになった。船体は海面下115メートルに沈んでおり、1997年4月にダイバーが初めて訪れた。